# براندسهاگن
براندسهاگن (به آلمانی: Brandshagen) یک منطقهٔ مسکونی در آلمان است که در Sundhagen واقع شده‌است. براندسهاگن ۱٬۲۶۴ نفر جمعیت دارد.